# Biłopil (obwód chmielnicki)
Biłopil (ukr. Білопіль) – wieś na Ukrainie, w obwodzie chmielnickim, w rejonie szepetowskim. W 2001 roku liczyła 460 mieszkańców.